# Rushia schaefferi
Rushia schaefferi là một loài bọ cánh cứng trong họ Melandryidae. Loài này được Csiki miêu tả khoa học năm 1924.